# La Plana del Xim
La Plana del Xim és una muntanya de 272 metres que es troba entre els municipis d'Albinyana i Bonastre, a la comarca del Baix Penedès. Al cim hi ha un vèrtex geodèsic (referència 272134001).
El cim, i el vèrtex geodèsic, són a la divisòria dels termes municipals de Bonastre i Albinyana, dins de la finca de Cal Setró (Pedra Grossa) i en l'àrea protegida del PEIN Massís de Bonastre.
S'hi pot accedir, per senders i camins, des de Roda de Berà, Sant Vicenç de Calders, Bonastre i Albinyana. Al sud, i molt a prop del cim, hi ha la pedra dels Quatre Termes, punt on coincideixen els quatre termes municipals.